# Shijing (socken i Kina, Hunan)
Shijing (kinesiska: 石井, 石井乡) är en socken i Kina. Den ligger i provinsen Hunan, i den södra delen av landet, omkring 110 kilometer sydväst om provinshuvudstaden Changsha. Antalet invånare är 15315. Befolkningen består av 7 378 kvinnor och 7 937 män. Barn under 15 år utgör 18,0 %, vuxna 15-64 år 69 %, och äldre över 65 år 12,0 %.
Genomsnittlig årsnederbörd är 1 668 millimeter. Den regnigaste månaden är maj, med i genomsnitt 267 mm nederbörd, och den torraste är oktober, med 52 mm nederbörd.